# تصرف مهذب (رواية)
تصرف مهذب (بالإنجليزية: Good Behaviour)‏ هي رواية للكاتبة الأيرلندية مولي كين، نشرت عام 1981، عن دار نشر في المملكة المتحدة.

## القصة
تدور أحداث الرواية حول المجتمع الأيرلندي في أوائل القرن الثامن عشر. وتروي الأحداث آرون ابنة عائلة سانت تشارلز. وتدور حول أم متحفظة وشقيق مثلي واهتمام نحو الحب، ويرفض المجتمع الأيرلندي كل ذلك، ويركز على التصرف المهذب.

## التقدير
رشحت الرواية لجائزة بوكر عام 1981 ووصلت للقائمة القصيرة.